# Torneio Hubert Jerzeg Wagner de Voleibol de 2015
O Torneio Hubert Jerzeg Wagner de Voleibol de 2015 foi 13ª edição desta competição amistosa organizada pela Fundação Hubert Jerzy Wagner em parceria com a Federação Polonesa de Voleibol (em polonês/polaco:  Polski Związek Piłki Siatkowej) que ocorreu em Toruń, Polônia, de 22 a 24 de agosto.
A seleção polonesa conquistou seu sexto título da competição e o ponteiro polonês Michał Kubiak foi eleito o melhor jogador do torneio.

## Formato da disputa
Disputa em turno único, com todas as seleções se enfrentando.

### Critérios de desempate
1. Número de vitórias
2. Número de pontos
3. Sets average
4. Pontos average

Partidas terminadas em 3–0 ou 3–1: 3 pontos para o vencedor, 0 pontos para o perdedor;
Partidas terminadas em 3–2: 2 pontos para o vencedor, 1 ponto para o perdedor.

## Seleções participantes
As seguintes seleções foram selecionadas para competir o torneio.
| Equipe  | Última participação |
| ------- | ------------------- |
| Polônia | 2014                |
| França  | Estreante           |
| Irã     | 2012                |
| Japão   | Estreante           |

## Local das partidas
| Toruń, Polônia            |
| Hala Sportowo-Widowiskowa |
| ------------------------- |
|                           |
| Capacidade: 9 250         |

## Fase única
|     |         |     | Jogos | Jogos | Jogos | Resultados | Resultados | Resultados | Resultados | Resultados | Resultados | Sets | Sets | Sets  | Pontos | Pontos | Pontos |
| Pos | Equipe  | Pts | T     | V     | D     | 3–0        | 3–1        | 3–2        | 2–3        | 1–3        | 0–3        | V    | P    | R     | V      | P      | R      |
| --- | ------- | --- | ----- | ----- | ----- | ---------- | ---------- | ---------- | ---------- | ---------- | ---------- | ---- | ---- | ----- | ------ | ------ | ------ |
| 1   | Polônia | 8   | 3     | 3     | 0     | 1          | 1          | 1          | 0          | 0          | 0          | 9    | 3    | 3,000 | 281    | 254    | 1.106  |
| 2   | Japão   | 6   | 3     | 2     | 1     | 1          | 1          | 0          | 0          | 0          | 1          | 6    | 4    | 1.500 | 237    | 247    | 0.960  |
| 3   | França  | 4   | 3     | 1     | 2     | 1          | 0          | 0          | 1          | 1          | 0          | 6    | 6    | 1,000 | 273    | 273    | 1,000  |
| 4   | Irã     | 0   | 3     | 0     | 3     | 0          | 0          | 0          | 0          | 1          | 2          | 1    | 9    | 0.111 | 223    | 251    | 0.888  |

### Resultados
- Todas as partidas seguiram o fuso horário local (UTC+2).

| Data   | Hora  |           | Placar |        | Set 1 | Set 2 | Set 3 | Set 4 | Set 5 | Total   | Relatório  |
| ------ | ----- | --------- | ------ | ------ | ----- | ----- | ----- | ----- | ----- | ------- | ---------- |
| 22 ago | 18:00 | Irã       | 0–3    | França | 22–25 | 23–25 | 23–25 |       |       | 68–75   | Resultados |
| 22 ago | 20:30 | Polônia ' | 3–0    | Japão  | 28–26 | 25–15 | 25–18 |       |       | 78–59   | Resultados |
| 23 ago | 17:00 | Japão     | 3–1    | França | 20–25 | 25–21 | 25–21 | 25–19 |       | 95–86   | Resultados |
| 23 ago | 19:30 | Polônia   | 3–1    | Irã    | 25–23 | 18–25 | 25–15 | 25–20 |       | 93–83   | Resultados |
| 24 ago | 18:00 | Japão     | 3–0    | Irã    | 33–31 | 25–21 | 25–20 |       |       | 83–72   | Resultados |
| 24 ago | 20:30 | Polônia   | 3–2    | França | 25–27 | 19–25 | 26–24 | 25–23 | 15–13 | 110–112 | Resultados |

## Classificação final
| Posição | Equipe  |
| ------- | ------- |
| 1       | Polônia |
| 2       | Japão   |
| 3       | França  |
| 4       | Irã     |

## Premiações
| Torneio Hubert Jerzeg Wagner de 2015 |
| Polónia                              |
| ------------------------------------ |
| Polônia Campeã (6º título)           |

### Individuais
Os atletas que se destacaram individualmente foramː
| - Most Valuable Player (MVP) Michał Kubiak - Melhor sacador Mateusz Bieniek - Melhor recepção Yūki Ishikawa - Melhor bloqueador Piotr Nowakowski | - Melhor ataque Dawid Konarski - Melhor levantador Yoann Jaumel - Melhor líbero Paweł Zatorski |